# Jakob Mil'man
Jakob Mil'man (in russo Якоб Мильман?; Novograd-Volynskij, 1911 – Longboat Key, 22 maggio 1991) è stato un ingegnere ucraino naturalizzato statunitense, noto anche come Jacob Millman.
Nato nell'allora impero russo, studiò negli Stati Uniti al MIT a Boston dove durante la seconda guerra mondiale partecipò come scienziato al Radiation Laboratory, contribuendo allo sviluppo del radar.
Insegnò ingegneria al City College di New York dal 1936.
Dal 1951 fino al 1975, anno del suo ritiro, fu professore di Ingegneria elettronica alla Columbia University di New York, dove diresse il dipartimento di Ingegneria elettrica dal 1965.
È autore e coautore di diversi libri di testo nel campo dell'elettronica, molto apprezzati ancora oggi.
A lui si deve il teorema omonimo, che offre una rapida soluzione per i circuiti elettrici binodali, composti da un numero arbitrario di generatori, con le relative resistenze interne, tutti collegati in parallelo, senza generatori di tensione direttamente collegati tra due nodi.